# Корзинчатый нейрон

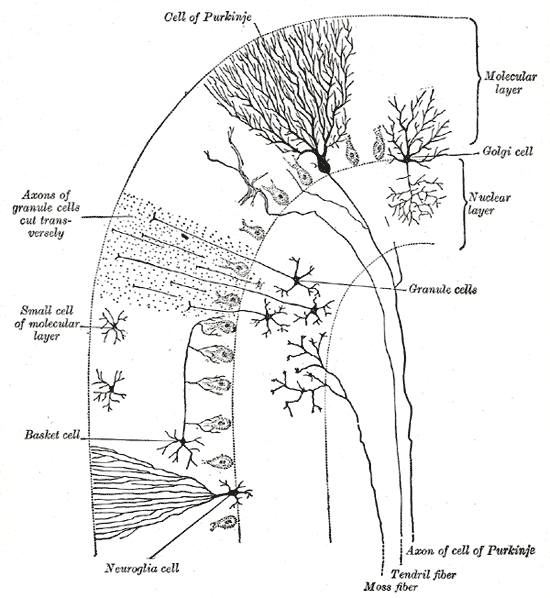
Поперечное сечение мозжечка. Корзинчатые нейроны отмечены слева снизу («Basket cell»)

Корзи́нчатые нейро́ны — тормозные ГАМК-эргические вставочные нейроны молекулярного слоя мозжечка. Длинные аксоны корзинчатых нейронов образуют корзиноподобные синапсы с телами клеток Пуркинье. Корзинчатые нейроны многополярны, их дендриты свободно ветвятся.

## Анатомия и физиология
Корзинчатые нейроны представляют собой многополярные ГАМК-эргические вставочные нейроны, функция которых — создание тормозных синапсов и контроль общего потенциала клеток-мишеней. Как правило, дендриты корзинчатых нейронов свободно ветвящиеся, содержат гладкие шипики. Их длина от 3 до 9 мм. Аксоны сильно разветвленные, в среднем их длина от 20 до 50 мм. Данные клетки названы так из-за формы ветвления аксонов, поскольку они внешне схожи с корзинками, окружающими тело клетки-мишени. Корзинчатые нейроны образуют аксосоматические синапсы, то есть синапсы, находящиеся на телах других клеток. Контролируя мембранный потенциал тел других нейронов, корзинчатые нейроны могут непосредственно контролировать скорость прохождения потенциала действия клеток-мишеней.
Корзинчатые нейроны находятся во всем мозге, в том числе в коре, гиппокампе, миндалинах, базальных ганглиях и мозжечке.

## Кора головного мозга
В коре корзинчатые нейроны имеют малоразветвленные аксоны, которые образуют небольшие выросты в виде корзин на некотором расстоянии друг от друга вдоль всей длины аксона. Корзинчатые нейроны составляют 5-10 % от общего количества нейронов в коре. В коре корзинчатые клетки образуют тормозные синапсы на телах пирамидных клеток. Существует три типа корзинчатых нейронов в коре: малый, большой и гнездовый. Аксон малого корзинчатого нейрона короткий, ветвится рядом с местом отхождения дендритов той же клетки. Напротив, большие корзинчатые нейроны иннервируют клетки в разных колонках кортекса благодаря длинному аксону. Гнездовые корзинчатые нейроны являются промежуточной формой между малым и большим типом, их аксоны располагаются в основном в том же слое коры, что и их тела. Гнездовые корзинчатые нейроны имеют «расходящиеся аксональные коллатерали», соединяющие большие и малые корзинчатые клетки. Они относятся к корзинчатым нейронам, так как являются вставочными нейронами, которые образуют аксо-соматические синапсы.

## Гиппокамп
Корзинчатые нейроны гиппокампа подходят к телам и проксимальным дендритам пирамидальных нейронов. Аналогично таким клеткам в коре, корзинчатые нейроны гиппокампа также синтезируют парвальбумин и являются быстроразряжающимися. В области CA3 (Cornu Ammonis 3) гиппокампа корзинчатые нейроны с пирамидальными клетками могут взаимно ингибировать друг друга. Аксон пирамидальной клетки иннервирует корзинчатый нейрон, а тот, в свою очередь, иннервирует исходную пирамидальную клетку. Так как корзинчатые нейроны являются тормозными, это создает замкнутый цикл, который подавляет реакции возбуждения.

## Мозжечок
В мозжечке разветвляющиеся дендриты многополярных корзинчатых нейронов узловаты и имеют расширения. Корзинчатые нейроны ингибируют клетки Пуркинье. Клетки Пуркинье посылают тормозные сигналы в глубокие ядра мозжечка и отвечают за единственный путь, идущий от коры мозжечка и влияющий на координацию движений. При работе корзинчатых нейронов клетки Пуркинье не посылают тормозящий ответ при координации движений, благодаря чему движение происходит.